# Wer Dank opfert, der preiset mich

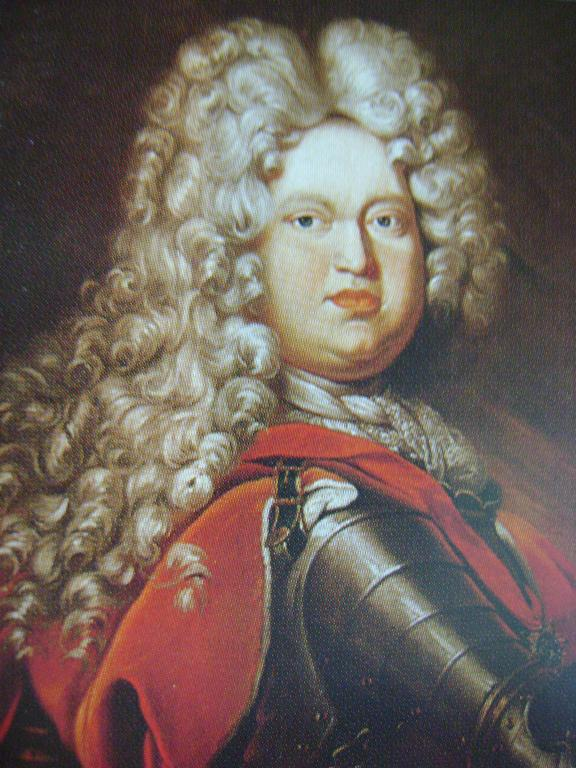
Ernest-Louis Ier de Saxe-Meiningen, auteur du texte

Wer Dank opfert, der preiset mich (Qui offre l’action de grâces me rend gloire), (BWV 17), est une cantate religieuse de Johann Sebastian Bach composée à Leipzig en 1726 pour le quatorzième dimanche après la Trinité qui tombait cette année le 22 septembre.

## Histoire et livret
Bach écrit la cantate pendant sa quatrième année à Leipzig pour le quatorzième dimanche après la Trinité qui tombe cette année le 22 septembre. Pour cette destination liturgique, deux autres cantates ont franchi le seuil de la postérité : les BWV 25 et 78. Les lectures prescrites pour ce jour étaient Gal 5:16—24, l'enseignement de Paul sur l’« œuvre de chair » et le « fruit de l'esprit » et de Luc, la guérison des dix lépreux 17:11–19.
Cette année-là, Bach présente 18 cantates de son parent Johann Ludwig Bach, musicien de cour à Meiningen. Bach semble avoir été impressionné aussi par les textes de ces cantates et suit des structures similaires : sept mouvements, divisés en deux parties à exécuter avant et après le sermon, les deux parties introduites par des paroles de la Bible, la première partie par une citation de l'Ancien Testament, et la deuxième par une autre tirée du Nouveau Testament,. Bach compose sur quelques textes écrits auparavant par son parent, dont cette cantate, écrite par Ernest-Louis Ier de Saxe-Meiningen selon Christoph Wolff. La cantate est considérée comme faisant partie du troisième cycle annuel de Bach.
Le poète tire de l'évangile l'idée que la gratitude envers Dieu pour sa bonté est une obligation de l'homme. Connaisseur accompli de la Bible, il cite un verset du Psaume 50 (49) (50:23) dans le chœur d'ouverture et les vers 15 et 16 de l'évangile pour le premier récitatif de la deuxième partie. Il se réfère à la Bible à plusieurs reprises, rapportant par exemple l'histoire de la création du monde avec le livre des psaumes 19:5 dans le deuxième mouvement et livre des psaumes 36:6 au troisième mouvement ainsi que l'épître aux Romains 14:17 au sixième mouvement, Lieb, Fried, Gerechtigkeit und Freud in deinem Geist (Amour, paix, justice et joie dans ton esprit). L'auteur des mouvements 3 à 6 est inconnu, Walther Blankenburg avançant le nom de Christoph Helm. Le texte du choral est la troisième strophe du « Nun lob, mein Seel, den Herren » de Johann Gramann (Poliander).
Bach dirige la cantate pour la première fois le 22 septembre 1726. Il reprend plus tard le mouvement d'ouverture pour le Cum sancto Sprit dans le Gloria de sa messe en sol majeur BWV 236.

## Structure et instrumentation
La cantate est écrite pour deux hautbois, deux violons, alto, basse continue, quatre solistes (soprano, alto, ténor, basse) et chœur à quatre voix.
Il y a sept mouvements en deux parties devant être jouées avant et après le sermon. Chacune de deux parties s'ouvre sur des paroles de la Bible.
Première partie
1. chœur : Wer Dank opfert, der preiset mich
2. récitatif (alto) : Es muss die ganze Welt ein stummer Zeuge werden
3. aria (soprano) : Herr, deine Güte reicht, so weit der Himmel ist

Deuxième partie
1. récitatif (ténor) : Einer aber unter ihnen
2. aria (ténor) : Welch Übermaß der Güte
3. récitatif (basse) : Sieh meinen Willen an, ich kenne, was ich bin
4. Choral : Wie sich ein Vat'r erbarmet

## Musique
Le choral d'ouverture présente le vers du psaume en deux sections chorales, précédées d'une sinfonia instrumentale. Tous les récitatifs sont secco. Dans la première aria, la soprano et deux violons obbligato illustrent le texte so weit die Wolken gehen (« aussi loin que s'élèvent les nuages »), auquel ils ajoutent des coloraturas développées sur preisen (« louange ») et weise (« montre » [le chemin]). Le récitatif qui commence la deuxième partie est de caractère narratif et donné par conséquent au ténor, semblable à l'évangéliste dans les Passions de Bach. La deuxième aria est accompagnée des cordes. Les deux arias partagent une structure de trois sections vocales, évitent un da capo vocal mais combinent la dernière section avec la ritournelle, réalisant ainsi l'unité du mouvement. John Eliot Gardiner admire particulièrement le choral de clôture pour sa « merveilleuse description de la « fleur et des feuilles mortes » et « du vent [qui] n'a plus qu'à passer au-dessus ». Il le compare au mouvement central du motet Singet dem Herrn ein neues Lied (BWV 225).

## Source
- (en) Cet article est partiellement ou en totalité issu de l’article de Wikipédia en anglais intitulé « Wer Dank opfert, der preiset mich, BWV 17 » (voir la liste des auteurs).